# Friedrich-Koenig-Gymnasium
Das Friedrich-Koenig-Gymnasium (FKG) ist ein naturwissenschaftlich-technologisches, sprachliches und wirtschaftswissenschaftliches Gymnasium im Würzburger Stadtteil Zellerau.

## Geschichte
Das zweite naturwissenschaftliche Gymnasium Würzburgs wurde im Schuljahr 1973/1974 gegründet und entlastete das Röntgen-Gymnasium Würzburg, das mit über 1.800 Schülern das größte in Bayern war. Namensgeber ist der Würzburger Druckmaschinenentwickler Friedrich Koenig (Die aus dem Unternehmen von Koenig hervorgegangene Firma Koenig & Bauer unterstützte das Gymnasium mannigfach. Die Festrede zur Einweihung der Schule hielt Hans-Bernhard Bolza-Schünemann). Die ursprünglich als mathematisch-naturwissenschaftliches Gymnasium mit neusprachlichem Zweig für Schüler konzipierte Schule war über das europäische Comenius-Programm mit Schulen in Oulu in Finnland, Hasselt in Belgien und Verona in Italien verbunden. Heute ist sie Erasmus+-Schule und fördert mit diesem Programm den europäischen Gedanken.
Seit 1991 hat sie auch einen wirtschaftswissenschaftlichen Zweig. Nachmittags betreut die Schüler als Ganztagsbetreuung-Programm die Diakonie Würzburg.
Ende 2001 diente die Schule als Ausstellungsort für die Wanderausstellung „Wir hatten noch gar nicht angefangen zu leben“ über die Jugend-Konzentrationslager Moringen und Uckermark. Der Abiturient Thomas Kleffel war im gleichen Jahr Preisträger des Facharbeitspreises für Physik der Ludwig-Maximilians-Universität München.
Im Schuljahr 2003/2004 gewann die Klasse 11d den Schulpreis beim Wettbewerb „Jugend und Wirtschaft“ der Frankfurter Allgemeinen Zeitung des Bundesverbandes Deutscher Banken. Die Schülerin Kristina Dürr wurde für ihre veröffentlichten FAZ-Artikel mit dem biz-Award und dem Einzelpreis im Wettbewerb „Jugend und Wirtschaft“ 2004/05 ausgezeichnet. Mit seinen vielfältigen und nachhaltigen Projekten erreichte das Friedrich-Koenig-Gymnasium beim Siemens-Award 2006 für MINT-EC-Schulen den 7. Platz.
Vom 19. Juni bis zum 23. Juli 2006 fand die Eröffnungsausstellung der Anne-Frank-Wanderausstellung, vermittelt durch die Akademie Frankenwarte Würzburg und ermöglicht durch die Unterstützung des Forum Jugend und Politik der Friedrich-Ebert-Stiftung, am Friedrich-Koenig-Gymnasium statt. Der Schüler Helge Lehmann erhielt 2006 den Bio Zukunfts Preis. Im Jahr 2005 wurde das naturwissenschaftliche Schülerlabor gegründet. 2007 wurde die Fassade des Gymnasiums teilweise renoviert.
Bekanntheit erlangte die Schule unter anderem durch einen Wetterballonaufstieg von sechs Jugendlichen der Schwerpunktklasse im April 2012. Dabei lieferten Kameras Videoaufnahmen aus der Stratosphäre.
Zudem traten vier Abiturienten im Jahr 2014 in der ARD-Show Quizduell mit Jörg Pilawa als Studioteam an und spielten um einen Jackpot von 22.000 Euro.

## Ausbildungsrichtungen
Fremdsprachen
- Englisch ab der 5. Jahrgangsstufe
- Französisch oder Latein ab der 6. Jahrgangsstufe
- Französisch ab der 8. Jahrgangsstufe, soweit der sprachliche Zweig gewählt wurde
- optional Italienisch ab der 10. Jahrgangsstufe bei Abwahl von Latein oder Französisch

Das Gymnasium bietet drei verschiedene Ausbildungszweige an:
- Naturwissenschaftlich-technologischer Zweig
- Sprachlicher Zweig
- Wirtschaftswissenschaftlicher Zweig

## Besonderheiten

### MINT-Programm
Das Friedrich-Koenig-Gymnasium nimmt am bundesweiten MINT-EC 300-Programm teil, in dem 300 Schüler aus ganz Deutschland mit Hochbegabung im naturwissenschaftlichen Denken besonders gefördert werden.

### Schüleraustausch
Der erste Schüleraustausch des FKG fand vom 2. bis 17. April 1976 mit Schülern der Partnerschule Whitgift School Croydon, einem privaten Gymnasium in South Croydon, Surrey, statt, wobei auch Schüler des Röntgen-Gymnasiums beteiligt waren. Der Gegenbesuch in Croydon fand vom 21. August bis 7. September desselben Jahres statt. Seit dem Jahr 1994 findet fast jedes Jahr der Schüleraustausch mit Polen statt, der Vorurteile abbauen und das Land für die Schüler interessanter machen soll. Gefördert wird der Austausch von der Friedrich-Ebert-Stiftung sowie vom Freistaat Bayern. Auch findet seit 1977 auch mit Dijon in Frankreich (Partnerschule: Lycée Stéphen Liégeard in Brochon, Gevrey-Chambertin) und seit 1978 mit Woodbridge in England (Partnerschule: Woodbridge School Suffolk) ein Austausch statt.

### FKG-Roboter
Das Gymnasium ist Namensgeber des im Schulunterricht zum Teil verwendeten FKG-Roboters, der von Schülern der 10. bis 12. Klassen einige Jahre lang frei entwickelt wurde.
Die Arbeitsgemeinschaft RoboClub beschäftigt sich wöchentlich mit dem Bau von Robotern der Produktserie Lego Mindstorms. Die regelmäßigen Auftritte sorgen für überregionale Bekanntheit. Seit 2008 nimmt der RoboClub an der First Lego League teil. Dabei gewann er eine Auszeichnung für die beste Ausdauer.

### Schülerlabor

Hans-Haffner-Sternwarte in Hettstadt

Das Gymnasium hat ein eigenes naturwissenschaftliches Schülerlabor. Dieses soll vor allem von naturwissenschaftlich interessierten Oberstufenschülern des Gymnasiums und anderer Schulen genutzt werden. Neben dem ursprünglichen Labor gibt es ein Laser- und Optiklabor, in dem verschiedene Experimente durchgeführt werden können. Um auch die Astronomie für Schüler anschaulicher zu gestalten, wurde bei Hettstadt von Schülern und Lehrern gemeinsam eine Sternwarte gebaut. Sie wurde nach Hans Haffner, ehemaliger Professor für Astronomie an der Universität Würzburg, Hans-Haffner-Sternwarte genannt.
In diesem Zusammenhang findet das naturwissenschaftliche Colloquium statt, bei dem Wissenschaftler (z. B. Axel Haase, Jürgen Tautz oder die Nobelpreisträger Erwin Neher und Klaus von Klitzing) über aktuelle Themen aus ihrer Forschung sprechen.

### Bewegte Bilder
Der Wahlkurs „Bewegte Bilder“ beschäftigt sich mit dem Dreh und der Animation von Video-, Stop-Motion- und Zeichentrickfilmen. Die AG nahm mit ihren Projekten schon an zahlreichen Filmwettbewerben teil. Bei dem Panasonic-Wettbewerb „Papphelden“ erzielte ihr Film „PAPP-TV“ den zweiten Platz auf Bundesebene. Neben dem Röntgen-Gymnasium sind sie Veranstalter des Festivals „Nacht der Selbstgedrehten“, das im Rahmen des Internationalen Filmwochenendes Würzburg stattfindet.

### Naturwissenschaftliche Schwerpunktklasse
Seit dem Schuljahr 2009/10 bietet das Friedrich-Koenig-Gymnasium eine naturwissenschaftliche Schwerpunktklasse an. Die Schüler des Naturwissenschaftlich-technologischen Zweiges haben somit die Möglichkeit ihr Wissen in den Fächern Physik, Chemie, Biologie und Astronomie am Nachmittag freiwillig zu vertiefen. Hierzu haben die Schüler in der 8. und 9. Klasse drei zusätzliche Wochenstunden naturwissenschaftlichen Unterricht, in der 10. Klasse zwei Stunden. In den Experimentierstunden werden keine Noten vergeben. Die Intensivierungsstunden sollen „Schüler mit Talent und/oder großem Interesse an Naturwissenschaften nachhaltig fördern.“

## Sonstiges
- Schulförderverein: Verein der Freunde des Friedrich-Koenig-Gymnasiums e. V. (gegründet 1990)
- Schülerzeitung: Spicker
- Schulpartner: Julius-Maximilians-Universität Würzburg,[15] Siemens AG

## Ehemalige Schüler
- Michael Gentsch, Abiturjahrgang 1974, Teilnehmer (vierter Platz im Endkampf) an den Olympischen Sommerspielen 1976 in Montreal als Schlagmann in der Bootsgattung Doppelvierer ohne Steuermann[16][17]
- Wolfgang Mechler, mit Horst Kilian und anderen Würzburger Teilnehmer an der 21. Olympiade in Montreal[18]
- Thomas Wirth (* 1956), Biologe, Dekan der Medizinischen Fakultät der Universität Ulm und Direktor des Instituts für Physiologische Chemie der Universität Ulm
- Klaus-Peter Lesch (* 1957), Psychiater und Professor an der Universität Würzburg
- Jochen Niemuth (* 1958), Biologe, Künstler und Meditationslehrer
- Hans-Peter Porzner (* 1958), Künstler und Autor
- Gerd Reitmaier (* 1960), Zauberkünstler und Ehrenspielführer der Würzburger Kickers, Bruder von Claus Reitmaier
- Christian Zirkelbach (* 1961), Leichtathlet, Mathematiker und Informatiker
- Gerhard Schilling (* 1961), Musiker und Hörfunkmoderator, bis 2016 Musikchef des 4. Hörfunkprogramms im Hessischen Rundfunk
- Thomas Franz (* 1962), katholischer Fundamentaltheologe
- Harald Schwillus (* 1962), katholischer Theologe und Kirchenhistoriker
- Muchtar Al Ghusain (* 1963), Kommunalpolitiker
- Peter Jakob (* 1963), Physiker und Hochschullehrer sowie „Erfinder des Jahres“ 2018
- Ralf Vollmuth (* 1963), Zahnarzt, Sanitätsoffizier und Medizinhistoriker
- Florian Weißinger (* 1963), Mediziner, Internist und Onkologe
- Claus Reitmaier (* 1964), Fußballspieler, Fußballtorwart und -trainer
- Andreas Unterguggenberger (* 1969), Kirchenmusiker, Domkapellmeister am Dom St. Stephan in Passau
- Jule Gartzke (* 1970), Schauspielerin, Choreographin, Tanzpädagogin und Bewegungslehrerin
- Wolfgang Seufert (* 1974), Kommunikationswissenschaftler an der Friedrich-Schiller-Universität Jena[19]

## Ehemalige Lehrer
- Reinhold Behr (* 1948), Studienreferendar 1976/1978, ehemaliger Fechter, der an der Olympiade 1972 in München teilnahm und 1976 in Montreal für die Bundesrepublik Deutschland eine olympische Silbermedaille mit der Degen-Mannschaft gewann.[20]
- Karl-Heinz Frühmorgen (* 1938), Oberstudienrat am FKG, Pfarrverweser und Seelsorger in Leinach (Oberleinach), Geistlicher Beirat der Ackermann-Gemeinde[21]
- Werner Ikenberg, Oberstudiendirektor, Ministerialbeauftragter für die Gymnasien in Unterfranken
- Klaus Linsenmeyer (* 1938), Organist und Studiendirektor[22]